# Ardyth Alton
Ardyth Alton (* 3. Oktober 1916 in Cherokee/Iowa; † 27. Dezember 2007) war eine US-amerikanische Cellistin und Musikpädagogin. 
Alton studierte Musik am Oberlin Conservatory und nahm an Sommerkursen in Chautauqua teil. Auf Vermittlung von Albert Stoessel wurde sie in das Postgraduiertenprogramm der Juilliard School aufgenommen und erhielt Cellounterricht bei Felix Salmond und Leonard Rose. Sie gab Konzerte und wurde Mitglied von Eugenie Dengels Trio The Hotel. Ab 1968 unterrichtete sie Cello am Precollege und am College der Juilliard School. Zu ihren Schülern zählten neben ihrer Tochter Ann Alton auch Bion Tsang, Fred Lonberg-Holm, Nanette Koch und Jane Kim.